# Куп'янський ливарний завод
Куп'янський ливарний завод (з 2009 — Торгперспектива, ТОВ) — підприємство металургійної промисловості в смт Ківшарівка Куп'янського р-ну Харківської обл.

## Історія
Побудований 1967, став найбільшим в СРСР спеціалізованим підприємством з виробництва відливок з сірого високоміцного чавуну, вуглецевої і легованої сталі для дизельних та бензинових двигунів і сільськогосподарського машинобудування. Кількість працюючих у 1980-ті — до 18 тис. чол. У складі заводу — 4 великих ливарних цехи: 1-й чавуноливарний, 2-й чавуноливарний, сталеливарний комплекс (цех 3-4) і фасонний-ливарний цех, що спеціалізувалися на виробництві різних видів виливків; модельний цех, спроможний виготовити оснастку і провести підготовку виробництва виливків будь-якої складності та велика кількість цехів й підрозділів забезпечуючого призначення (паливно-вентиляційний, механічний, інструментальний тощо). Основна продукція — литво зі спеціальними технологічними властивостями для одержання деталей моторної групи і трансмісії машин: головка блоків циліндрів, картери двигунів і коробка передач, впускні і випускні колектори двигуна, інші виливки деталей двигунів, трансмісії і частин сільгоспмашин, виливки деталей турбокомпресорів для дизельних двигунів, корпуса гідрорасподільників для гідросистем сільськогосподарської і будівельної техніки. Крім основної продукції завод випускав (у спеціальному цеху) товари народного споживання: грубне литво, спортінвентар, електроконфорки, сантехнічні вироби, садово-паркове литво. Усього створено виробничих потужностей на випуск 309,8 тис. т виливків у рік, досягнута потужність — 294 тис. т виливків на рік. Загальна площа підприємства — 1664 тис. м², виробнича площа — 453,4 тис. м². Для проведення науково-дослідних робіт, відпрацьовування нової технології ливарного виробництва при заводі існував інженерний центр АН України. Основними споживачами виливків заводу були машинобудівні заводи в Україні, Росії, Білорусі, Узбекистані та ін.
У 1990-ті акціонований, відбулось різке зниження обсягів виробництва, виробничі потужності підприємства завантажені менш ніж на 9 %. У 2000 робота заводу призупинена. В 2001—2005 знаходився у процедурі санації. 12.08.2009 Господарським судом Харківської області ухвалено рішення про припинення емітента шляхом ліквідації ВАТ «Купянський ливарний завод».

## Продукція
Підприємство виробляє фасонне лиття з:
- Низьковуглецевої сталі;
- Марганцовистої сталі;
- Легованих сталей;
- Сірого чавуну;
- Високоміцного чавуну;
- Алюмінійових сплавів;
- Сплавів на основі міді (бронза, латунь).